# Лопатин, Владимир Николаевич (политик)
Влади́мир Никола́евич Лопа́тин (род. 16 марта 1960, Фомка, Красноярский край) — советский и российский государственный и политический деятель, Заслуженный деятель науки Российской Федерации, доктор юридических наук, государственный советник юстиции 3-го класса, полковник (в феврале 1992 г. в знак протеста против политики развала ВС публично в «Известиях» в статье «Защитит ли Красная армия Белый дом»[1] отказался от этого воинского звания).

## Биография
Владимир Николаевич Лопатин родился 16 марта 1960 года в д. Фомка Ярцевского сельсовета Енисейского района Красноярского края. Мать работала техником в домоуправлении треста «Ачинскалюминстрой», одна растила четверых детей.
После окончания восьмого класса средней школы в Ачинске пытался поступить в суворовское училище, но не был принят.
С 1975 года по 1977 год — обучался в Ачинском строительном техникуме.

### Военная служба
С 1977 года по 1990 год находился на действительной военной службе в Вооружённых силах СССР.
В 1981 году — окончил с золотой медалью Курганское высшее военно-политическое авиационное училище.
С 1981 года по 1982 год — секретарь комитета ВЛКСМ ракетно-технической базы ВВС Северного флота.
С 1982 года по 1983 год — секретарь комитета ВЛКСМ морского ракетоносного авиационного полка ВВС Северного флота.
С 1983 года по 1985 год — старший инструктор по комсомольской работе политического отдела ВВС Северного флота.
С 1985 года по 1987 год — помощник по комсомольской работе начальника политического отдела морской ракетоносной авиационной дивизии ВВС Северного флота.
С 1987 года по 1989 год — пропагандист авиационно-технической базы ВВС Северного флота в Федотово (Кипелово).
С 1989 года по 1990 год — начальник университета марксизма-ленинизма при гарнизонном Доме офицеров (в связи с необходимостью совмещать работу в Верховном Совете СССР до увольнения с военной службы). В 1990 году исключен из рядов КПСС на партийном собрании воинской части, где он состоял на партийном учёте; впоследствии был восстановлен после рассмотрения этого вопроса в Политбюро ЦК КПСС и Комитете партийного контроля, после чего, будучи военнослужащим, в 1990 году заявил о своем выходе из рядов партии в связи со своими убеждениями о необходимости департизации Вооруженных Сил.
Звание полковник присвоено за события августа 1991 года.

### Государственная и политическая деятельность
С 1989 года по 2 января 1992 года — народный депутат СССР по Вологодскому территориальному избирательному округу, депутат Вологодского областного Совета народных депутатов. С 1989 года руководил работой парламентской комиссии по военной реформе, а также научной разработкой проблем обеспечения информационной безопасности в Верховном Совете СССР (в комиссии по разработке концепции национальной безопасности под руководством академика Рыжова Ю. А. руководил направлением информационной безопасности).
С 1990 года — заместитель председателя Государственного комитета РСФСР по общественной безопасности и взаимодействию с Министерством обороны СССР и КГБ СССР.
С февраля по май 1991 года — заместитель председателя Государственного комитета РСФСР по обороне и безопасности.
С 1991 года по 1992 год — заместитель председателя Государственного комитета Российской федерации по оборонным вопросам. В феврале 1992 года в знак протеста против проводимой политики по развалу армии публично отказался от воинского звания полковника. По представлению Генерального прокурора издан приказ по которому лишался воинского звания полковника и был уволен из Вооруженных Сил. Решение об увольнении из армии принимал маршал Е. И. Шапошников.
В 1993 году — первый заместитель главы администрации Вологодской области. Был уволен с поста первого заместителя главы администрации в связи с расхождением позиции с главой администрации Вологодской области Н. М. Подгорновым по руководству областью. Впоследствии вскрыл факты злоупотребления властью и нецелевого использования бюджетных средств руководителями Вологодской области, добился проведения проверки федеральными властями деятельности областной администрации, которая привела к снятию с должности главы администрации области и возбуждению Генеральным прокурором РФ уголовного дела.
С 1994 года по 1995 год — консультант Аппарата Совета Федерации Федерального Собрания Российской Федерации;
17 декабря 1995 года — 17 января 2000 года — депутат Государственной Думы Федерального Собрания Российской Федерации по Вологодскому одномандатному избирательному округу, председатель подкомитета по законодательству в сфере информационной безопасности Комитета Государственной Думы по безопасности, член Комиссии Государственной Думы по борьбе с коррупцией, член комиссий по обороне и безопасности и по вопросам борьбы с организованной преступностью Межпарламентской ассамблеи СНГ, член Межведомственной Комиссии Совета Безопасности Российской Федерации по информационной безопасности; Председатель Парламентской Ассоциации Российско—японской дружбы и первый заместитель руководителя Ассоциации «Российско-японский комитет XXI век». Избран как беспартийный. Член фракции «Российские регионы».
Подготовил и внес 20 законопроектов по различным вопросам национальной безопасности, 7 Постановлений Государственной Думы (6 принято), внес более 500 поправок к рассматриваемым Государственной Думой законопроектам (2/ 3 из них принято). Успешно представлял по поручению Государственной Думы РФ интересы России в ОБСЕ, в Конституционном Суде РФ, на встрече с Генеральным Секретарем ООН.
В Межпарламентской Ассамблее СНГ подготовил 5 модельных законопроектов, в том числе «О персональных данных» (приняты) и Обращение по предотвращению информационных войн, по которому принято несколько резолюций Генеральной Ассамблеи ООН. Разрабатываемые Лопатиным В. Н. положения теории информационной безопасности нашли отражение в Доктрине информационной безопасности РФ, федеральных законах «О государственной тайне», «О коммерческой тайне», «О защите детей от информации, причиняющей вред их здоровью и развитию».
Кандидат юридических наук. В 1997 году защитил диссертацию на тему: «Информационная безопасность в системе государственного управления».
В 1999 году — окончил Московский государственный институт международных отношений (Университет) МИД России по специальности «юриспруденция».
Доктор юридических наук. Диссертацию на тему: «Информационная безопасность России» защитил в 2000 году.
Председатель Совета регионального отделения ОПОО «Отечество». В руководящие органы не был избран депутат В. Лопатин (в Вологде из двух «Отечеств» подлинным была признана организация противников В. Лопатина).
С 2000 года по 2001 год — старший помощник Генерального прокурора Российской Федерации — Полномочный представитель Генерального прокурора Российской Федерации в Федеральном Собрании Российской Федерации.
Автор восьми концепций в сфере национальной безопасности, информационного права и интеллектуальной собственности:
1. концепции военной реформы (1989 г.) — в ноябре 1990 г. опубликована в «Правительственном вестнике» Совета
Министров СССР, в 1990—1991 годах обсуждалась в Комитетах Верховного Совета СССР и Верховного Совета РСФСР, в парламентах союзных республик (в н.в. реализуется в ряде стран СНГ);
2. концепции реформы правоохранительных органов (1997 г.) — опубликована в сборнике «Уголовная политика России» (выпуск № 1 — 1997), в газетах «Известия», «Комсомольская правда», «Аргументы и факты»; в декабре 1997
г. обсуждалась на заседании Правительства РФ (в н.в. реализуется);
3. концепции развития законодательства в сфере обеспечения информационной безопасности (1998 г.) — проект одобрен решением Комитета Государственной Думы по безопасности в ноябре 1998 года и издан в Государственной Думе отдельной книгой (в н.в. реализуется);
4. концепции основ антикоррупционной политики (2000 г.) — (руководитель авторского коллектива) — основные положения проекта поддержаны на заседании Бюро Отделения философии, социологии, психологии и права РАН, проект издан отдельными книгами, в журналах «Государство и право», «Уголовное право», «Государственная власть и местное самоуправление», в сборниках конференций, 15 ноября 2003 года принят МПА СНГ как модельный закон «Основы законодательства об антикоррупционной политике» для стран СНГ;
5. концепции реализации прав государства на объекты интеллектуальной собственности (2001 г.) - (руководитель авторского коллектива) — основные положения проекта поддержаны на коллегии Счетной Палаты РФ, опубликованы в газетах «Известия», «Экономическая газета», 3 октября 2002 года обсуждались на заседании Правительства РФ, 7 декабря 2002 года проект принят МПА СНГ как модельный закон «О реализации прав государства на объекты интеллектуальной собственности в сфере науки и технологий» для стран СНГ;
6. концепции противодействия терроризму и обеспечения безопасности на транспорте (2002 г.) — проект одобрен решением Консультативной группы высокого уровня противодействия терроризму и обеспечения безопасности на транспорте в РФ, поддержан в итоговых документах международного форума «Терроризм и безопасность на транспорте», положения концепции изданы отдельной книгой и в публикациях в 2002—2006 гг. (в н.в.реализуется);
7. концепции формирования рынка интеллектуальной собственности как условия инновационного развития (2006) — основные положения проекта поддержаны в рекомендациях парламентских слушаний, международных и российских конференций, опубликованы в журналах «Право интеллектуальной собственности», в ежегодном государственном докладе «О состоянии правовой охраны и защиты интеллектуальной собственности в РФ» (в н.в. реализуется).
8. концепции и программы развития стандартизации в сфере интеллектуальной собственности как регулятора «мягкой силы» на национальном, межгосударственном и международном уровнях (2009—2022 гг.). Под его руководством и с непосредственным участием и софинансировании разработаны и приняты более 25 национальных и межгосударственных стандартов.

### Работа в научных организациях
С 2000 года по 2003 год — ведущий научный сотрудник Института государства и права РАН, руководитель Академического Центра по оценке интеллектуальной собственности;
С 2001 года по 2005 год — первый заместитель директора по научной работе НИИ проблем укрепления законности и правопорядка при Генеральной прокуратуре Российской Федерации;
С 2005 года по 2006 год — первый заместитель директора Рособоронстандарта;
с 2005 года — директор автономной некоммерческой организации «Республиканский научно-исследовательский институт интеллектуальной собственности» (с 2012 г. научный руководитель РНИИИС, генеральный директор Корпорации интеллектуальной собственности РНИИИС (2012—2021);
с 2009 г. — член Научно-консультативного совета при Верховном Суде РФ;
с 2009 г. — председатель национального технического комитета по стандартизации «Интеллектуальная собственность» ТК 481;
Профессор. Ученое звание профессора по кафедре интеллектуальной собственности и информационного права присвоено в 2011 году.
с 2014 г. — заведующий базовой кафедрой «Управление интеллектуальной собственностью» РЭУ им. Г. В. Плеханова.
Профессор кафедры ЮНЕСКО по авторскому праву и другим отраслям права интеллектуальной собственности, профессор МГИМО (У) МИД России.
с 1.06.2017 г. — председатель межгосударственного технического комитета по стандартизации «Интеллектуальная собственность» МТК 550.
На основании положений его исследований с 2001 г. Минпромнауки РФ своим решением ввело новую научную специальность «Информационное право». С момента учреждения по его инициативе журнала «Информационное право» (с 2005 г.) является главным редактором (на общественных началах), с июля 2007 г. журнал включен в перечень изданий с грифом ВАК России. С 2007 года инициировал создание и издание федерального научного журнала «Право интеллектуальной собственности», где является председателем Редакционного совета журнала. С 2010 г. журнал включен в перечень изданий с грифом ВАК.
К основным заслугам Лопатина В. Н. в научной сфере относится также разработка приоритетного направления в науке, связанного с обеспечением инновационного развития России через рынок интеллектуальной собственности. Является автором и научным руководителем более 10 международных и общероссийских проектов в сфере интеллектуальной собственности, наиболее значимыми среди которых являются раздел об интеллектуальной собственности в доклад Совета Федерации «О состоянии законодательства в Российской Федерации», ежегодный национальный доклад «О состоянии правовой охраны, использования и защиты интеллектуальной собственности в Российской Федерации» (с 2007 г.), межгосударственный доклад «О состоянии правовой охраны и защиты интеллектуальной собственности в СНГ в 2011 году», ежегодный Международный Форум «Инновационное развитие через рынок интеллектуальной собственности» (с 2008 г.), ежегодный сборник научных трудов РНИИИС «Интеллектуальная собственность. Актуальные проблемы теории и практики», словарь «Интеллектуальная собственность: словарь терминов и определений», 29 межгосударственных и национальных стандартов, в том числе: «Интеллектуальная собственность. Термины и определения», «Интеллектуальная собственность. Научные открытия», «Интеллектуальная собственность. Научные произведения», «Интеллектуальная собственность. Распределение прав на РИД, полученные/используемые при выполнении НИОКР», «Интеллектуальная собственность. Служебные результаты интеллектуальной деятельности», «Интеллектуальная собственность. Таможенная защита», «Интеллектуальная собственность. Управление в государственной академии наук», «Интеллектуальная собственность. Использование охраняемых результатов интеллектуальной деятельности в сети Интернет»; Единая технология «Цифровой социальный юрист», учебно-методический и методический комплексы документов — стандартов организаций по формированию, коммерциализации и правовой защите интеллектуальной собственности в вузах, научных центрах, предприятиях и корпорациях (технология УМКД/МКД).
Автор 57 книг и более 400 научных работ по вопросам национальной безопасности, законности, информационному праву, экономике, праву и управлению интеллектуальной собственности. В рамках разрабатываемых научных направлений в 1991—2022 гг. более тысячи раз выступал с докладами и сообщениями, в том числе на заседаниях палат Парламента РФ и Правительства РФ, на российских и международных конференциях, в том числе за рубежом в более 40 странах мира.
Член ЦК Ассоциации юристов России (АЮР). 30 января 2023 г. на заседании Президиума и Правления АЮР под председательством Степашина С. В. назначен председателем Комиссии АЮР по интеллектуальной собственности.
Заместитель Руководителя Консультативной группы высокого уровня по противодействию терроризму и обеспечению безопасности на транспорте в Российской Федерации.
Заместитель Председателя Межведомственной комиссии Экспертно-консультативного совета при Председателе Счетной палаты Российской Федерации по государственному финансовому контролю использования интеллектуальной собственности.
Председатель подкомитета по интеллектуальной собственности РСПП.
Член экспертного совета по законодательным инициативам в сфере научно-технической политики Комитета Государственной Думы по науке и наукоемким технологиям и Комитета Совета Федерации по образованию и науке.
Член экспертного совета Комитета Государственной Думы по безопасности.
Член Экспертно-правового совета при Полномочном Представителе Президента Российской Федерации в ЦФО.
С 2009 г. — член Экспертного Совета по праву ВАК Минобрнауки РФ, с 2010 г. — Член Координационного совета РАН по инновационной деятельности и интеллектуальной собственности, с 2016 г. — эксперт РАН (распоряжение Президиума РАН № 10108-509 от 27.07.2016), с 2019 г. — член Научного совета РАН по проблемам защиты и развития конкуренции.

## Награды
- Орден Дружбы, (10 февраля 2025 года) — за заслуги в научной деятельности и многолетнюю добросовестную работу[3].
- Почётное звание «Заслуженный деятель науки Российской Федерации», (11 июля 2018 года) — за заслуги в развитии науки и многолетнюю добросовестную работу[4].
- Орден «Содружество» (Межпарламентская ассамблея СНГ, 16 апреля 2004 года) — за активное участие в деятельности Межпарламентской Ассамблеи и её органов, вклад в укрепление дружбы между народами государств — участников Содружества[5]
- Медали (более 15)
- В 2008 г. Лопатин В. Н. награждён специальным дипломом Миннауки Болгарии «За выдающийся вклад в развитие болгарской науки», а Институт в 2009 г. за разработку под его руководством технологии управления жизненным циклом интеллектуальной собственности (технологии МКД / УМКД) — специальным дипломом Минобрнауки России, в 2013 г. — почетным дипломом Департамента науки, промышленной политики и предпринимательства г. Москвы.
- Как лауреат Всероссийского конкурса на лучшую научную организацию России в номинации «Учёный года» по решению Совета во главе с Нобелевским лауреатом, академиком РАН Алферовым Ж. И. пять раз в 2010 г., 2012 г.,2013 г.,2015 г.и в 2016 г. награждён почетным знаком «Учёный года».
- 25 марта 2015 г. на ежегодной сессии Оксфордского академического союза (Oxford Academic Union, UK), признан лауреатом международного конкурса «Учёный года-2014» в номинации «Социальные науки» в категории «Интеллектуальная собственность. Информационное право».
- 01 апреля 2021 г. за значительный вклад в проведение фундаментальных и прикладных научных исследований проблем теории и практики формирования цивилизованного рынка интеллектуальной собственности, как условия инновационного развития и обеспечения национальной конкурентоспособности при переходе к цифровой экономике, и в связи с 15-летием образования РНИИИС награждён Почетной грамотой Российской академии наук (распоряжение РАН № 10105-297)

## Семья, увлечения
В. Н. Лопатин женат, имеет сына и дочь. Занимается альпинизмом, любит походы на байдарках.